# Zalewo
Zalewo [zaˈlɛvɔ] (deutsch Saalfeld) ist eine Stadt im Westen der polnischen Woiwodschaft Ermland-Masuren.

## Lage

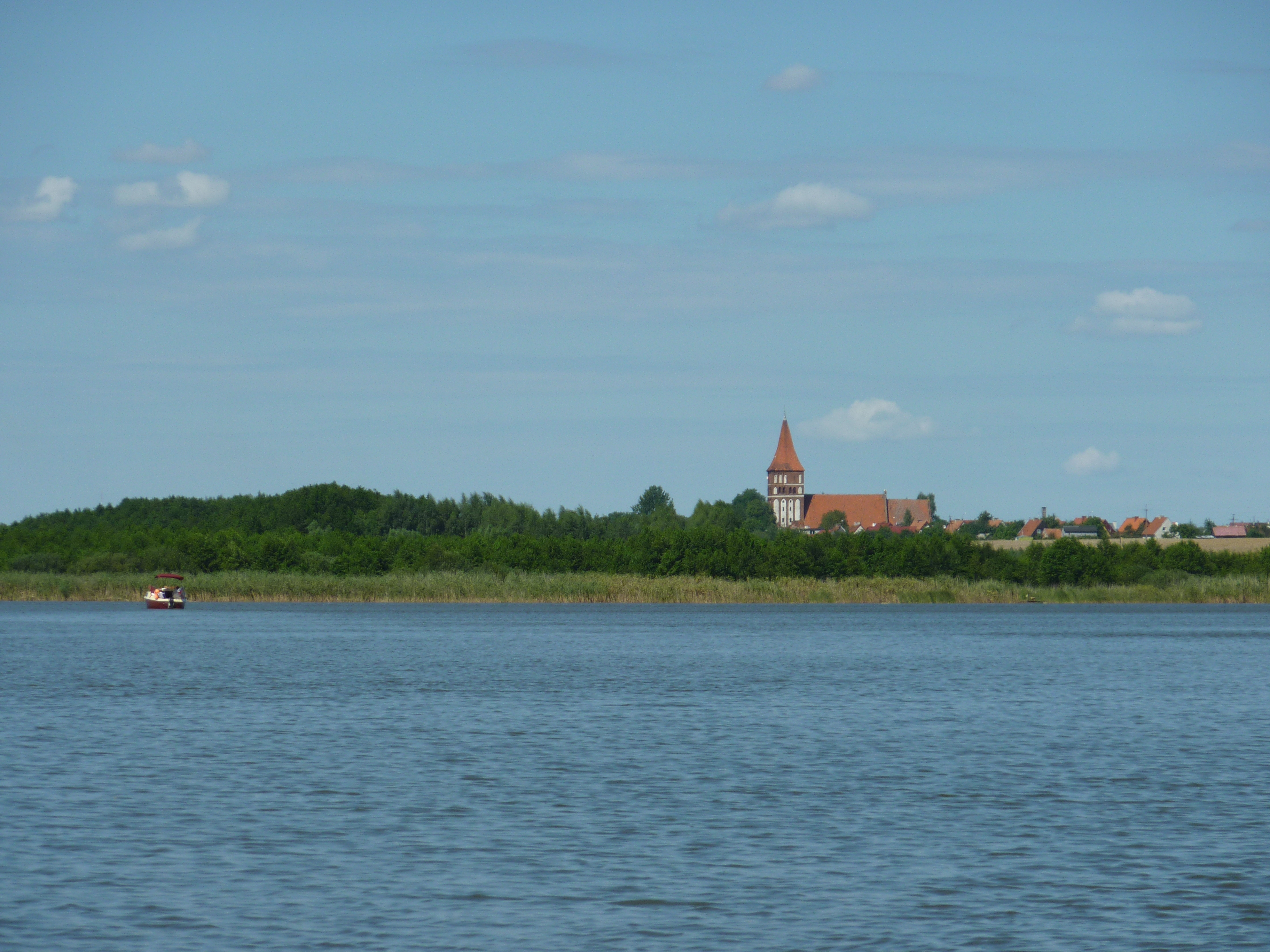
Stadtpanorama mit Kirche, von Süden gesehen

Die Stadt liegt in der historischen Landschaft Preußen, im südwestlichen Teil des mittelalterlichen Pomesanien, der später zum Oberland gehörte. Sie befindet sich am nordöstlichen Ufer des 490 ha großen Ewing-Sees, der zur Eylauer Seenplatte gehört, etwa 20 km westlich von Mohrungen (Morąg). Dorthin führt, die Europastraße 77 Elbląg–Warschau kreuzend, eine untergeordnete Landstraße. In östlicher Richtung führt die Landstraße zum Nachbarort Dzierzgoń. Zum Gemeindebezirk gehören 45 Ortschaften und 26 Dörfer, darunter Dobrzyki, Mazanki, Boreczno und Urowo. Die Landschaft wird von Wäldern und Seen des Oberlands dominiert. Wenige Kilometer südlich der Stadt liegt der Jeziorak-See (Geserichsee). Er ist mit 27 km Ausdehnung der längste See Polens und Ausgangspunkt des Oberländischen Kanals.

## Geschichte

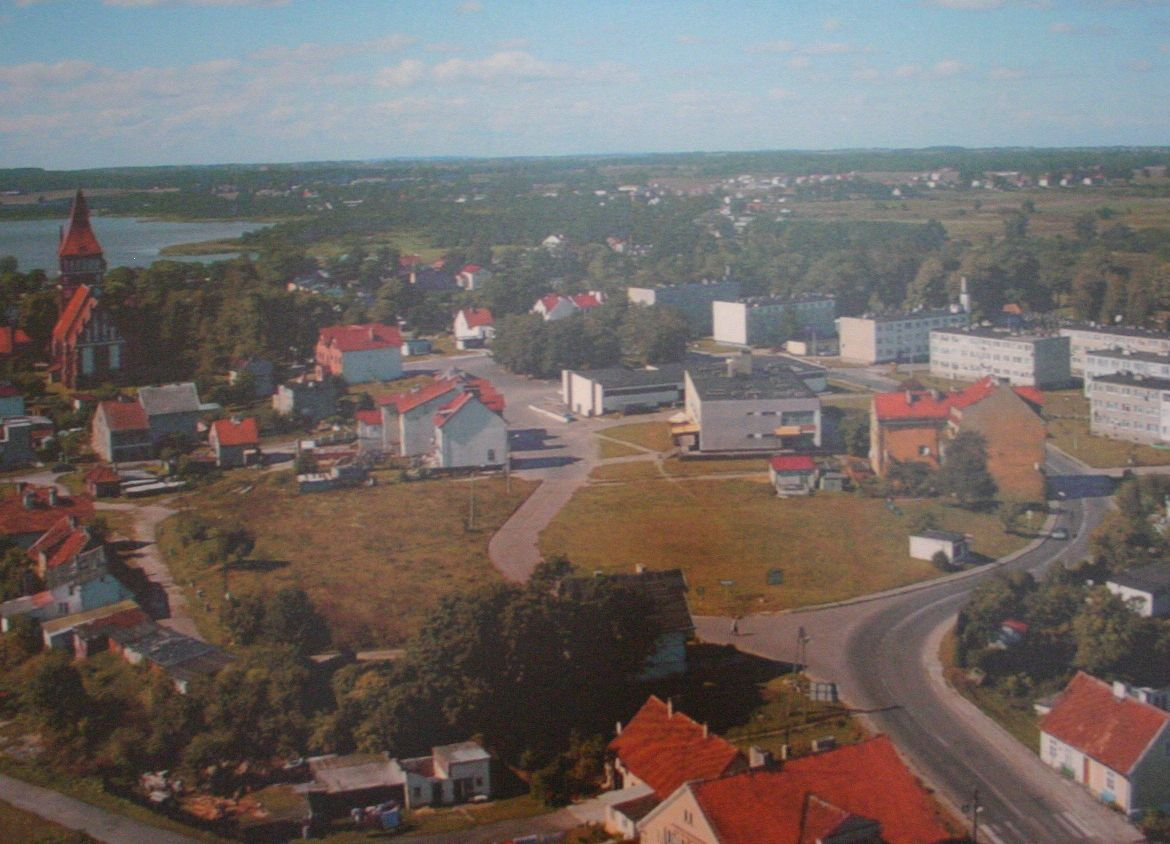
Stadtzentrum aus der Vogelperspektive (nach den Zerstörungen am Ende des Zweiten Weltkriegs, 2005)

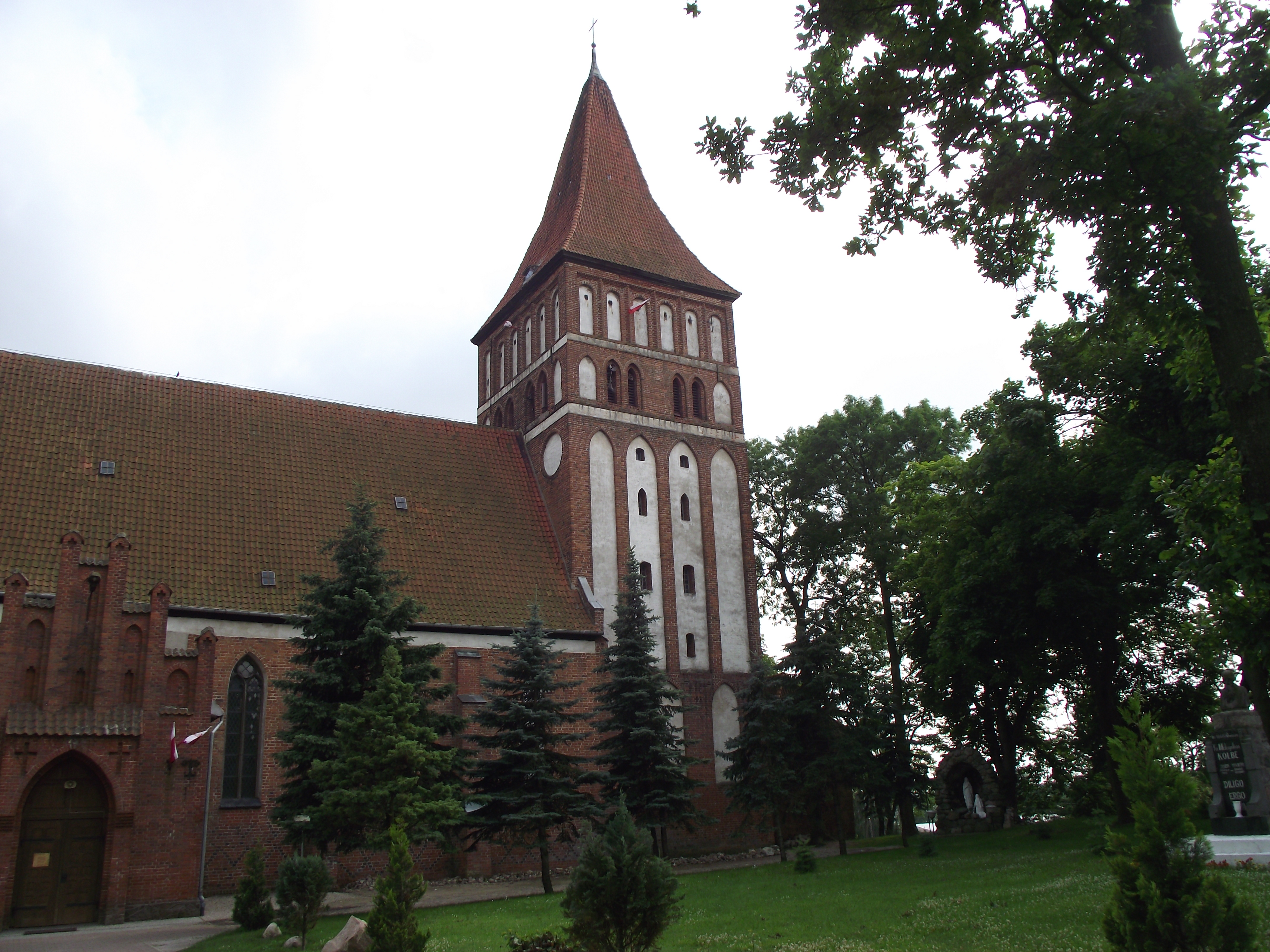
Ortskirche, bis 1945 evangelisch (Aufnahme 2012)

### Mittelalter
1225 rief der Herzog Konrad I., der sich gegen die Prußen nicht durchsetzen konnte, den Deutschen Orden zu Hilfe und stellte ihm das Land um den Weichselbogen, das spätere Kulmer Land, zur Verfügung. Der Deutsche Orden warf die Prußen nieder und verschob die Grenzen des Ordenslandes immer weiter nach Osten. Dabei wurden Burgen und Städte errichtet; Christburg entstand 1288.
1299 wurde das Gebiet am Ewing-See für die Besiedelung freigegeben, der erbliche Schultheiß Jacob erhielt von Komtur Heinrich Zuckschwert den Auftrag, eine Siedlung zu gründen. Diese nannte er Saalfeld, nach den deutschen Einwanderern, die aus dem thüringischen Saalfeld und dem Umland kamen. 1305 gab der Komtur Sieghard von Schwarzburg dem Ort die Handfeste, das ist die Erlaubnis, die Siedlung mit Wall und Graben zu schützen. Am 21. Dezember 1320 stellte Komtur Luther von Braunschweig die zweite Handfeste aus, die als Erneuerung der ersten galt. Die letzte Handfeste, ausgestellt vom Trappier und Komtur Günther von Schwarzburg am 25. April 1334, bestätigte alle früheren Privilegien und sprach der Stadt die vollen Stadtrechte zu.
Ab 1320 begann der Bau der Stadt. Zuerst wurden die Grundmauern einer Wehrkirche angelegt, dann entstanden die Stadtmauern. Sie bildeten ungefähr ein Quadrat von 8,4 ha mit einem 90 mal 90 Meter großen Markt in der Mitte. Die etwa 3,5 Meter hohen Mauern wurden aus Feld- und Ziegelsteinen erbaut und mit Türmen versehen. Die Mauer hatte zwei Tore, das Preußisch Marker Tor im Westen und das Mohrunger Tor im Osten. Im Westen reichte der Ewing-See bis an die Mauer heran, die anderen drei Seiten waren mit einem Graben umgeben.
Unter Hochmeister Winrich von Kniprode trat eine Blütezeit von Handel und Gewerbe ein, die 1395 ihren Höhepunkt erreichte und bis zum Krieg mit Polen anhielt. In der Stadt, die damals rund 700 Einwohner hatte, gab es 20 Fleischbänke, 20 Schuhbänke und 16 Brotbänke.
1409 kam es zum Krieg zwischen Polen und dem Deutschen Orden. Nach der Schlacht bei Tannenberg sank der Einfluss des Ordens. Während des Hungerkrieges verwüsteten 1414 polnische Truppen die Gegend von Saalfeld. Kaum hatte sich die Stadt erholt, kam es zum Dreizehnjährigen Krieg (1454–1466) zwischen dem Preußischen Bund und dem Deutschen Orden. 1455 wurde Saalfeld von der Burgbesatzung von Preußisch Mark bis auf die Grundmauern niedergebrannt.
Nach dem Zweiten Thorner Frieden und der damit verbundenen Grenzziehung lag die Stadt direkt an der Grenze zu Polen, was eine Isolierung darstellte und sich negativ auf die Stadtentwicklung auswirkte. Die Pest machte auch vor Saalfeld nicht halt. Um 1475 kamen neue Siedler aus Deutschland und brachten auch den Wiederaufbau in Gang.
1480 wurde im Nordosten der Stadt ein Franziskanerkloster gegründet (Kloster der Barfüßer); es bestand bis 1527 und wurde im Zuge der Reformation aufgelöst. Die Steine der abgerissenen Gebäude wurden teilweise für die Instandsetzung der Burg Preußisch Mark verwendet. Der Legende nach sollen die Klosterkeller unterirdisch mit der Kirche verbunden gewesen sein.

### Zeit des Herzogtums / Königreichs Preußen
Im Vertrag von Krakau wurde der Ordensstaat 1525 in das weltliche Herzogtum Preußen umgewandelt. Der Hochmeister und nunmehrige Herzog Albrecht erhielt es als Lehen von seinem Onkel, dem polnischen König Sigismund I. Dieses Herzogtum wurde in den Samländischen, Natangischen und Oberländischen Kreis eingeteilt. Kreisstadt des Oberländischen Kreises wurde bis 1752 Saalfeld. Nach der Aufhebung des katholischen Bistums Pomesanien 1587 richtete Markgraf Georg Friedrich in Saalfeld das Oberländische Evangelische Konsistorium ein, das bis 1751 Bestand hatte. 1587 wurde in Saalfeld neben Lyck und Tilsit eine Fürstenschule eingerichtet, die bis zum Abitur führte. Diese Schule bestand bis 1805. Im 16. Jahrhundert kamen weitere Siedler, vor allem evangelischen Glaubens, die im katholischen Königreich Polen verfolgt wurden. Außerdem wanderten arme Bauern ein, die in der polnischen Adelsrepublik keine Zukunft sahen. Damals entstand der polnische Ortsname Zalewo durch Anpassung des Namens Saalfeld an polnische Aussprachegewohnheiten und unter Beeinflussung durch das polnische Wort Zalew (stehendes Gewässer). Die polnischen Ortsnamen der Wohnplätze auf dem Gebiet der heutigen Gmina Zalewo wurden nach 1945 durch eine Kommission zur Namensänderung festgelegt.
1626 wurde das Herzogtum Preußen in den Schwedisch-Polnischen Krieg hineingezogen. 1628/29 besetzte der schwedische König Gustav II. Adolf Saalfeld. Nach dem Frieden von Stuhmsdorf (heute Sztumska Wieś) 1635 kam kurz Frieden in das Land. 1655 wurde Polen erneut von den Schweden unter Karl X. Gustav angegriffen, wieder zogen die Truppen durch Saalfeld. Erst nach dem Friedensschluss von Oliva 1660 herrschte Ruhe. Die Stadt war ruiniert, Stadtmauern, Tore und Häuser zerstört. Kaum war die Stadt wieder aufgebaut, fiel sie 1688 einem Großbrand erneut zum Opfer, Rathaus und die gesamte Stadtmitte waren erneut zerstört. Fünf Jahre später war die Stadt wieder aufgebaut, aber 1701 setzten die Kämpfe um die Vorherrschaft im Ostseeraum wieder ein. Mit dem Krieg suchte die Pest die Stadt heim, sie brach 1704 aus und dauerte bis 1710 – es starben 702 Einwohner, nur sieben überlebten die Krankheit.
Der Wiederaufbau der Stadt wurde von Friedrich Wilhelm I. durch Steuerbefreiung und staatliche Bauhilfe gefördert. 1726 hatte die Stadt bereits wieder 139 Häuser und 199 Einwohner. 1752 verlor die Stadt durch eine neue Kreiseinteilung ihren Rang, Saalfeld war ab diesem Zeitpunkt nur eine Stadt im Kreis Mohrungen. Im Siebenjährigen Krieg (1756–1763) war Saalfeld zeitweise russisch besetzt. Neues Unglück kam 1767 – 73 Einwohner starben an den Pocken.
1713 wurde Saalfeld Garnisonsstadt. Zuerst lagen in der Stadt zwei Eskadronen des Reiter-Regiments von Geßler, zeitweise auch eine Eskadron des Kürassier-Regiments Nr. 1 von Wrangel. Danach kamen zwei Eskadronen des Kürassier-Regiments Nr. 4, später der Stab und eine Eskadron des Dragoner-Regiments Nr. 4 von Rosepusch sowie eine Eskadron des Kürassier-Regiments Nr. 5 (1819–1852). Bis 1859 blieb eine Eskadron des Ulanen-Regiments Nr. 8 in der Stadt, letzte Einheit war eine Batterie der Feldartillerie. Die Hauptwache befand sich bis 1852 im östlichen Teil des Rathauses. Die Reitbahn wurde an der späteren Bahnhofsstraße angelegt, die Stallungen standen in der Preußisch Marker Vorstadt und der Exerzierplatz lag auf dem Gebiet des Gutes Ebenau (heute Półwieś). 1866 wurde die Garnison aufgelöst.
Seit 1806 führte Preußen Krieg gegen das napoleonische Frankreich. Im Januar 1807 rückten die ersten französischen Truppen in Saalfeld ein, im Februar gab es ein Gefecht. Ein französischer Offizier verhinderte die Plünderung der Stadt. Saalfeld blieb 32 Wochen unter französischer Besetzung, während dieser Zeit unterhielten die Franzosen ein Lazarett in der Stadt, und die Kirche diente als Mehlmagazin. Bei einer Typhus-Epidemie starben 300 Franzosen und 145 Einwohner. Am 6. Juni zog Napoleon, von Schloss Finckenstein (heute Kamieniec) kommend, in die Stadt und blieb eine Nacht bei Steuerinspektor Glaser (Markt 52). Nach der Niederlage in Russland flohen die Reste der Grande Armée durch die Stadt.

### Zeit von 1813 bis 1939
Bei der Selbstbewaffnung der Provinz Ostpreußen zum Befreiungskampf gegen die Franzosen, die ohne Befehl König Friedrich Wilhelms III. im Februar 1813 begann, flossen auch Saalfelds letzte Mittel in die Ausrüstung der Landwehrsoldaten. 1816 wurde eine jüdische Gemeinde in Saalfeld gegründet. Die 46 Personen dieser Gemeinde bauten 1838 mit Hilfe der Kaufleute Rosenbach und Laserstein ein Bethaus in der Gefängnisgasse. 1844 wurde es zur Synagoge erweitert. 1831 grassierte die aus Polen eingeschleppte Cholera; 66 Tote waren die Folge. Die Seuche kam 1849 und 1855 erneut in die Stadt.
Um 1840 erholte sich die Wirtschaftslage der Stadt. Ein Domän-Rentamt wurde 1847 eingerichtet, es war für die Verwaltung der umliegenden staatlichen Güter zuständig – 57 Ortschaften wurden ihm zugeteilt. Dieses Amt bestand bis 1874. 1852 legte man die Höhere- und die Elementarschule zu einer allgemeinen Stadtschule zusammen, zusätzlich wurde 1854 eine Privatschule für Mädchen gegründet. 1852 brannte das Rathaus völlig ab und damit auch ein Teil des Stadtarchives. Es wurde nicht wieder aufgebaut. 1868 trat eine Typhus-Epidemie auf, 119 Bürger starben. Für die Hinterbliebenen wurde eine Waisenhausstiftung gegründet und 1870 ein Waisenhaus eröffnet. Dieses wurde 1878 in ein Männer-Altersheim umgewandelt, das bis 1945 existierte. Im gleichen Jahr wurde Saalfeld der Sitz eines Königlichen Amtsgerichtes für die Stadt und 12 Kirchspiele, es unterstand dem Landgericht in Braunsberg. 1883 wurde die „Kaiserliche Post“ fertiggestellt. In der Nacht vom 11. zum 12. Oktober 1898 brannte das Gerichtsgebäude des Amtsgerichts Saalfeld in der Klosterstraße nieder. Die gerade neu gegründete Feuerwehr konnte die angrenzenden Häuser retten. Auf dem Platz wurde 1901 ein Neubau mit einem Gefängnis errichtet.
1852 hatte Saalfeld 2.148 Einwohner. Vor allem für die Wirtschaft war der Bau von Straßen und Eisenbahnlinien bedeutsam. Folgende Chausseen wurden von Saalfeld aus errichtet: 1854–1859 nach Maldeuten (heute Małdyty) und Mohrungen, 1896–1896 nach Rosenberg, 1899–1903 nach Preußisch Mark (heute Przezmark) und Christburg sowie 1901–1904 nach Liebemühl. 1891 begann der Bau der Eisenbahnlinie Elbing–Saalfeld–Osterode–Hohenstein, 1892 wurde der Bahnhof fertiggestellt. Die gesamte Eisenbahnlinie wurde am 1. September 1893 eröffnet. Zum Ende des 19. Jahrhunderts hatte Saalfeld eine Ziegelbrennerei, eine Käsefabrik, Gerbereien und Färbereien, und die Reichsbank unterhielt ein Warendepot in der Stadt. 1902 wurde das städtische Elektrizitätswerk in Betrieb genommen, damit konnte die Stadt eine elektrische Straßenbeleuchtung installieren.
Am 2. September 1905 feierte die Stadt das 600-jährige Jubiläum. Dazu wurde eine Sondermedaille mit dem Stadtwappen geprägt. Die Stadt hatte zu diesem Zeitpunkt 2.587 Einwohner, 2.436 waren evangelisch, 72 katholisch und 69 jüdischen Glaubens.
Die Kriegslasten des Ersten Weltkriegs waren auch in Saalfeld zu spüren. 1914 wurde neues Papiergeld herausgegeben und 1918 neue Münzen geprägt. Infolge der Novemberrevolution 1918 kontrollierte ein Soldatenrat den Bürgermeister. Um Ausschreitungen zu stoppen, wandten sich die Bürger an den Kommandeur eines in Saalfeld stehenden Schützenbataillons und organisierten einen Selbstschutz. Diese Truppe wurde aber nicht eingesetzt. Für die 200 Gefallenen des Ersten Weltkrieges errichtete man im Park ein Gefallenenehrenmal, welche der Königsberger Bildhauer Professor Stanislas Cauer schuf.
In der Deutschen Inflation 1914 bis 1923 entschloss sich die Stadtverwaltung, eigene Geldscheine zu drucken. 1923 gab es Gutscheine zu 500.000, 1 Mio., 5 Mio. und 100 Mrd. Mark. Weltkrieg, Inflation und Wirtschaftsflaute ließen die Entwicklung der Stadt stocken. 1922 wurde am Ewing-See eine Badeanstalt gebaut. 1928 folgte zur Linderung der Wohnungsnot eine Stadtrandsiedlung an der Elbinger Straße. Es folgte ein Fußgängerweg zum Bahnhof. 1927 begann der Bau der ein Jahr später eingeweihten Städtischen Schule mit 16 Klassen- und 2 Lehrerzimmern sowie einer Turnhalle. Auf dem Gelände des Alten Friedhofs wurde ein Stadtpark angelegt, wobei vor allem die einheimischen Firmenbesitzer mithalfen. Zu den wichtigsten Einrichtungen der Stadt gehörten: der Raiffeisen-Getreidespeicher, die Molkerei, zwei Dampfmühlen, die Lederfabrik Robert Schulz, die Landmaschinenfabriken Dieser und Stinner, eine Ziegelei und mehrere Sägewerke.
Nach der Regierungsübernahme der NSDAP 1933 gaben die Mitglieder der Partei auch in Saalfeld den Ton an. Die Ausschreitungen erreichten ihren Höhepunkt mit der Zerstörung der Synagoge in der Kirchstraße, die durch Brandstiftung in der so genannten Reichskristallnacht vernichtet wurde. Die Feuerwehr wurde bei diesem Brand angewiesen, nur die Nachbargebäude zu schützen, aber nicht den Brand selbst zu löschen. Die Brandruine wurde sofort abgetragen, und alle Spuren des Gotteshauses wurden beseitigt. Nach der Verhaftung der letzten 16 Juden wurde Saalfeld als „judenfrei“ gemeldet. Im Jahre 1939 hatte Saalfeld 3.129 Einwohner.

### Zweiter Weltkrieg und danach
Bald nach dem Überfall auf Polen im Herbst 1939 und dem Beginn des Zweiten Weltkriegs wurden fast alle waffenfähigen Männer der Stadt eingezogen. Vor dem Deutsch-Sowjetischen Krieg 1941 lag ein Bataillon des Infanterie-Regiments 3 in der Stadt, danach niedersächsische Panzerjäger. Als sich die Rote Armee 1944 der Stadt näherte, wurden die restlichen Männer zum Befestigungsbau und zum Volkssturm eingezogen. Erst als die Front bereits bei Osterode verlief, wurden Vorbereitungen zur Räumung der Stadt getroffen. Am 21. Januar 1945 wurde die Bevölkerung aufgefordert, die Stadt zu verlassen; man versuchte noch, der sowjetischen Armee zu entkommen. Die Straßen nach Westen waren verstopft, am 22. Januar gegen 10 Uhr verließ der letzte Zug den Bahnhof. Die ersten sowjetischen Panzer kamen gegen 16.30 Uhr. Alle Menschen in der Stadt wurden zusammengetrieben, die Männer auf dem Marktplatz, die Frauen auf dem Hafenplatz. Mehrere Frauen wurden vergewaltigt, zahlreiche Männer erschossen. Dann zogen die Truppen weiter. Am nächsten Tag, am 23. Januar, kamen erneut sowjetische Truppen in die Stadt, plünderten diese und steckten sie in Brand. Nur die Kirche, die Schule und ca. 60 Häuser überstanden diesen Brand, 75 % der Stadt war zerstört. Danach wurde in Saalfeld eine sowjetische Militärverwaltung eingesetzt. Alle wertvollen Objekte wurden verfrachtet und nach Osten gebracht.
Bis 1945 gehörte Saalfeld zum Kreis Mohrungen im Regierungsbezirk Königsberg der Provinz Ostpreußen des Freistaats Preußen des Deutschen Reichs.
Ende Mai 1945 wurde der Kreis Mohrungen zusammen mit der südlichen Hälfte Ostpreußens unter polnische Verwaltung gestellt. In Saalfeld wurde eine polnische Verwaltung eingerichtet, von der die Stadt in Zalewo umbenannt wurde. Die Infrastruktur übergab die Sowjetkommandantur im Juni 1945 der polnischen Verwaltung, dennoch wurden zunächst weitere Objekte demontiert und in die Sowjetunion abtransportiert. Nach der Übernahme der Stadt durch die polnische Behörde begann die Zuwanderung polnischer Zivilisten, meist aus Gebieten östlich der Curzon-Linie. Soweit die deutschen Einwohner nicht geflohen waren, wurden sie in der darauf folgenden Zeit größtenteils vertrieben. Im Juli 1945 wohnten bereits 3000 Polen im gesamten Kreis Mohrungen.
Da die Einwohnerzahl in der Stadt auf nur noch 500 gesunken war, verlor Zalewo im November 1945 die Stadtrechte und wurde zu einer einfachen Gemeinde. 1946 wurde im Schulgebäude eine polnische Schule mit vier Lehrern und 124 Schülern eröffnet. 1947 wurde eine Buslinie von Morąg über Zalewo nach Dzierzgoń eingerichtet. Auch auf dem wirtschaftlichen Sektor gab es erste Erfolge. Der „Staatliche Betrieb für Traktoren und landwirtschaftliche Maschinen“ nahm 1946 seine Arbeit auf, die Gerberei wurde 1948 wieder in Betrieb genommen. Später kamen der Staatliche Maschinenbetrieb, die Post, die Bank, das Gesundheitszentrum und die Bibliothek hinzu. Die erste Wohnungsbaugenossenschaft in der Landgemeinde Morąg wurde 1958 gegründet, die ersten Mehrfamilienhäuser konnten 1962 bezogen werden. 1969 wurde die Hauptstraße asphaltiert.
1948 zählte die Ortschaft 650 Einwohner, darunter 54 alte Saalfelder, die so genannten Autochthonen. 1956 wohnten bereits fast 1450 Einwohner im Ort, die Zahl erhöhte sich bis 1970 auf 1960.
1977 entstanden fünf Plattenbau-Mehrfamilienhäuser für LPG-Arbeiter, 1979 wurden Wasserleitungen und Kanalisation neu verlegt. Für die kulturelle Entwicklung entstand 1984 ein Gemeinde-Kulturzentrum, die Schule bekam mit Konstanty I. Gałczynski einen Paten. 1986 verlieh der Staatsrat der Volksrepublik Polen Zalewo mit Wirkung zum 1. Januar 1987 erneut die Stadtrechte.

### Demographie
| Jahr | Einwohnerzahl | Anmerkungen                                                                                 |
| ---- | ------------- | ------------------------------------------------------------------------------------------- |
| 1780 | 1346          | [ 3 ]                                                                                       |
| 1802 | 1270          | [ 4 ]                                                                                       |
| 1810 | 1273          | [ 4 ]                                                                                       |
| 1816 | 1332          | davon 1280 Evangelische, 41 Katholiken und sechs Juden (vier Schullehrer oder -lehrerinnen) |
| 1818 | 1286          | [ 5 ]                                                                                       |
| 1821 | 1405          | in 175 Privatwohnhäusern                                                                    |
| 1831 | 1651          | [ 6 ]                                                                                       |
| 1837 | 1813          | [ 7 ]                                                                                       |
| 1852 | 2303          | [ 8 ]                                                                                       |
| 1867 | 2750          | am 3. Dezember                                                                              |
| 1871 | 2810          | am 1. Dezember, davon 2687 Evangelische, 27 Katholiken, zwei sonstige Christen und 94 Juden |
| 1875 | 2775          | [ 10 ]                                                                                      |
| 1880 | 2832          | [ 10 ]                                                                                      |
| 1905 | 2587          | meist evangelische Einwohner                                                                |
| 1910 | 2603          | am 1. Dezember                                                                              |
| 1933 | 2942          | [ 10 ]                                                                                      |
| 1939 | 3129          | [ 10 ]                                                                                      |

## Sehenswürdigkeiten

### St.-Johannis-Kirche
Die Grundsteinlegung der Kirche fand 1331 statt, am 4. Dezember 1351 erfolgte die Einweihung durch den pomesanischen Bischof Arnold. Erst 1407 war die Kirche vollendet. Damals erhielt sie den gotischen Turm. 1559 errichtete man über der Sakristei an der Nordseite des Chores einen Anbau, die so genannte „Polnische Kirche“, in der bis 1802 Messen in polnischer Sprache stattfanden. Während eines Sturmes im 18. Jahrhundert wurde der Turm zerstört und durch den Baudirektor Johann Caspar Hintersin wiederhergestellt (1720–1723). Bei der Renovierung 1879 bekam die Kirche ihre heutige neugotische Gestaltung. Die Kirche besteht aus Chor, Schiff und Turm, in gefugtem Backsteinbau errichtet und im gotischen Verband erbaut. Über dem nach Westen orientierten Eingang befindet sich ein Spitzbogenportal. Das Gewölbe hatte ursprünglich sieben Joche, durch einen Spitzbogen getrennt. Heute ist hier eine flache Bretterdecke. Die Vorhalle und die Sakristei erbaute man später, das Pfarrhaus erst 1898. Nach dem Zweiten Weltkrieg wurde das evangelische Gotteshaus von der katholischen Kirche übernommen.
Zwischen 1525 und 1945 war die Kirche Mittelpunkt einer evangelisch-lutherischen Kirchengemeinde. Um 1900 gehörten zur Kirchengemeinde Saalfeld neben der Stadt Saalfeld die Orte Boyden, Bündtken (Dorf und Gut), Kattern, Kuppen, Mitteldorf, Mosens, Rombitten und Sorbehnen. Der Pfarrer war gleichzeitig Ortsschulinspektor über die fünf Volksschulen in Saalfeld, Bündtken, Kuppen, Mosens und Sorbehnen, an denen insgesamt zwölf Lehrer angestellt waren. Patron der Pfarrkirche war der König von Preußen. Die Gemeinde hatte über 3700 Mitglieder. Im Ersten Weltkrieg war Albert von Schaewen (1868–1919) Superintendent.

### Hafen und Weinsdorfer Kanal
Bereits 1334 gruben die Einwohner Saalfelds einen Kanal zwischen dem Ewing- und dem Geserich-See – damit entstand eine Verbindung nach Deutsch-Eylau. Am südlichen Rand des Ewingsees wurde eine Schleuse errichtet, die den Kanal schiffbar machte. Dieser erste Kanal in Ostpreußen überhaupt hatte eine Länge von 760 m und war ca. 2,2 m tief. 1776 wurde der Kanal „auf Kosten des Königs“ wieder schiffbar gemacht. Während des Baus des Oberländischen Kanals 1861 wurde er erneut vertieft, verlängert und verbreitert, so dass Saalfeld einen vollwertigen Anschluss an diese Wasserstraße bekam. 1886 wurde er nochmals vertieft und verlängert, die Schleuse am Kanal wurde beseitigt und der Wasserspiegel zwischen den beiden Seen ausgeglichen. 1928 entstand am Ewing-See ein neues Bootshaus, das zusammen mit der Badeanstalt einen Erholungskomplex am Seeufer bildete.

## Vereinsleben
Zu den bekanntesten Vereinen gehörten vor 1945 die Freiwillige Feuerwehr und der Ruderverein. Ferner gab es zwei Schützenvereine, einen Männergesangverein, einen Landwirtschaftlichen Verein und den Reichskriegerbund.

## Feuerwehr
Einer der größten Brände in der Stadt brach 1688 aus. Fünf Tage dauerte der Kampf gegen die Flammen, das Rathaus, der Markt, der Schweinemarkt, fast die gesamte Bebauung innerhalb der Stadtmauern und teilweise die Vorstadt wurden zerstört. Das nächste große Feuer wütete 1852, dabei brannte erneut das Rathaus ab. 1896 wurde auf Anregung des damaligen Bürgermeisters Anton Lublewski eine Freiwillige Feuerwehr gegründet. Die Ausrüstung bezahlten wohlhabende Bürger. Der erste Feuerwehr-Hauptmann war der Architekt Walter Kummer, der auch 1897 das erste Feuerwehrhaus entwarf. Es wurde 1898 auf dem Turmplatz errichtet. Dennoch waren die Aktiven, die eine Ausbildung zur Brandbekämpfung bekamen, weiter auf die Unterstützung der Bürger angewiesen. Nach der Löschordnung waren alle Männer unter 60 Jahren zur Hilfe verpflichtet. 1905 bestand die Feuerwehr aus 32 aktiven und 35 passiven Mitgliedern. 1921 feierte die Feuerwehr ihr 25-jähriges Bestehen. Die Festrede hielt Regierungsrat Ernst Rissmann aus Mohrungen. Mitte der 1920er Jahre besaß die Feuerwehr nur Handdruckspritzen und von Pferden gezogene Wasserwagen. 1928 erbaute man neben der Stadtschule ein neues Feuerwehrhaus mit fünf Stellplätzen für Einsatzfahrzeuge. Im gleichen Jahr wurde eine tragbare Motorspritze sowie ein LKW angeschafft, der dann zu einem Löschfahrzeug umgebaut wurde.

## Partnerstädte
- Saalfeld/Saale, Deutschland. Am 29. Juni 2001 wurde nach dreijähriger gemeinsamer Beziehung von den Bürgermeistern Richard Beetz und Bogdan Hardybala die Partnerschaftsurkunde zwischen Saalfeld/Saale und Zalewo unterzeichnet.

## Gmina
Zur Gemeinde Zalewo gehören folgende kleinere Ortschaften:
| Polnischer Name | Deutscher Name (bis 1945) | Polnischer Name | Deutscher Name (bis 1945) | Polnischer Name | Deutscher Name (bis 1945) |
| --------------- | ------------------------- | --------------- | ------------------------- | --------------- | ------------------------- |
| Bądki           | Bündtken                  | Jerzwałd        | Gerswalde                 | Pomielin        | Pomehlen                  |
| Bajdy           | Boyden                    | Jezierce        | Haack                     | Pozorty         | Posorten                  |
| Barty           | Barten                    | Karpowo         | Kerpen                    | Rąbity          | Rombitten                 |
| Bednarzówka     | Böttchershof              | Kątki           | Klein Kanten              | Rucewo          | Rotzung                   |
| Boreczno        | Schnellwalde              | Kiemiany        | Kämmen                    | Rudnia          | Rohden                    |
| Brzeziniak      | Birkenthal                | Koziny          | Kößen                     | Sadławki        | Sadlauken                 |
| Bukowiec        | Bukowitz                  | Kupin           | Kuppen                    | Skitławki       | Skittlauken               |
| Dajny           | Deunen                    | Likszany        | Lixainen                  | Śliwa           | Schliewe                  |
| Dobrzyki        | Weinsdorf                 | Matyty          | Motitten                  | Surbajny        | Sorbehnen                 |
| Duba            | Leißnersberg              | Mazanki         | Mosens                    | Tarpno          | Terpen                    |
| Gajdy           | Goyden                    | Międzychód      | Mitteldorf                | Urowo           | Auer                      |
| Girgajny        | Gergehnen                 | Mozgowo         | Nosewitz                  | Wielowieś       | Dittersdorf               |
| Gubławki        | Gablauken                 | Murawki         | Wilhelmswalde             | Wieprz          | Weepers                   |
| Huta Wielka     | Albrechtswalde            | Nowe Chmielówko | Chmelowken                | Witoszewo       | Kunzendorf                |
| Janiki Małe     | Klein Hanswalde           | Pieklo          | Klein Schnellwalde        | Zalewo          | Saalfeld                  |
| Janiki Wielkie  | Groß Hanswalde            | Polajny         | Paulehnen                 | Zatyki          | Kattern                   |
| Jaśkowo         | Jäskendorf                | Półwieś         | Ebenau                    |                 |                           |

## Persönlichkeiten

### Ehrenbürger
Die drei Namen repräsentieren nur bis 1945 vorgenommene Verleihungen der Ehrenbürgerschaft.
- Georg Steenke (1801–1884), deutscher Ingenieur. Erbauer des Oberländischen Kanals [verliehen 1871]
- Anton Lublewski (1843–1903), Bürgermeister von Saalfeld 1873–1903 [verliehen 1903][17]
- Ernst Kutschkau (1910–1947), Ritterkreuzträger [Verliehen 1944]

### Söhne und Töchter der Stadt
- Georg Walter (um 1420–1475), deutscher Rechtswissenschaftler
- Robert Roberthin (1600–1648), deutscher Dichter der Barockzeit
- Adam Friedrich Werner (1610–unbekannt), Dichter des Barock
- Jakob Elsner (1692–1750), deutscher lutherischer Theologe
- Karl Friedrich Pauli (1723–1778), deutscher Rechtswissenschaftler und Historiker
- Otto Brausewetter (1835–1904), deutscher Maler und Hochschullehrer
- Eugen Sierke (1845–1925), deutscher Redakteur und Kulturhistoriker
- Walter Chales de Beaulieu (1898–1974), deutscher Generalleutnant und Autor
- Herbert Kelletat (1907–2007), deutscher Musiker und Musikwissenschaftler
- Kurt Gerdau (1930–2007), deutscher Seefahrer und Publizist
- Grażyna Prokopek (* 1977), Leichtathletin

### Sonstige mit der Stadt in Verbindung stehende Persönlichkeiten
- Balthasar Voigt (1592–1654), der „preußische Ovidius“, theologischer Schriftsteller und lateinischer Epigrammist, Rektor der Provinzialschule zu Saalfeld, außerordentlicher Beisitzer des Pomesanischen Konsistoriums[18]
- David Klug (1618–1688), deutscher lutherischer Theologe
- Christoph Cölestin Mrongovius (1764–1855), evangelischer Geistlicher und Sprachwissenschaftler